# Église Saint-Jacques-Saint-Christophe de Villiers-sur-Marne
L'église Saint-Jacques-Saint-Christophe de Villiers-sur-Marne est une église paroissiale située sur la commune de Villiers-sur-Marne.